# Alfred Wünnenberg
Alfred Wünnenberg (1891-1963) est un général allemand SS de la Seconde Guerre mondiale. Il a reçu la croix de chevalier de la croix de fer avec feuilles de chêne le 23 avril 1942.

## Biographie
Alfred Bernhard Julius Ernst Wünnenberg naît le 20 juillet 1891 à Sarrebourg en Lorraine. Cette zone frontalière du district de Lorraine est alors un secteur fortement militarisé du Reich allemand. Le jeune Alfred s'engage le 25 février 1913, comme sous-officier dans le 56e régiment d'infanterie de l'armée prussienne.

## Première Guerre mondiale
Pendant la Première Guerre mondiale, Wünnenberg se bat avec son régiment sur le front occidental. Dès septembre 1914, Wünnenberg est grièvement blessé. En janvier 1915, il est promu Leutnant, sous-lieutenant, dans la 8e compagnie du 255e Infanterie-Regiment. En juin 1916, Wünnenberg  suit une formation de pilote et intègre, en août 1917, la 47e Feld-Flieger-Abteilung, comme pilote de reconnaissance.

## Entre-deux-guerres
Après la fin de la Première Guerre mondiale, Wünnenberg rejoint un corps de volontaires en Haute-Silésie. Promu Hauptmann, capitaine, il quitte l'armée en septembre 1920 et s'engage dans la police prussienne avec le grade d'Oberleutnant. En avril 1920, il devient maître-chien à l'école de la police d'Essen, avant de faire un stage d'instructeur à l'Académie de police de Potsdam. Il revient à l'Académie d'Essen pour devenir maître-chien instructeur. En 1924, Wünnenberg commande l'unité des maîtres-chien de l'Académie de police. Il suit ensuite une formation à l'école de police de Krefeld, puis à celle de Cologne de 1926 à 1928. Il est affecté ensuite à l'Académie de Berlin-Charlottenburg, comme dresseur instructeur. Il est affecté ensuite dans une unité de protection de Hindenburg et adhère le 1er mai 1933 au NSDAP. En août 1933, Wünnenberg commande une unité de police à Bytom, en mai 1934 à Gliwice, en février 1935 à Sarrebruck, en octobre 1937 à Brême, puis à Mannheim. En décembre 1938, il est affecté à l'État-major de la Police de Stuttgart.

## Seconde Guerre mondiale
Au début de la Seconde Guerre mondiale, le 2 octobre 1939, Wünnenberg est nommé Kommandeur du 3e Polizei-Schützen-Regiment, tout en étant promu au grade de SS-Standartenführer dans la SS. Il prend part avec son unité à la campagne de France en 1940, puis à l'opération Barbarossa. Le 15 novembre 1941, Wünnenberg reçoit la croix de chevalier de la croix de fer. Le 15 décembre 1941, il prend le commandement de la 4e SS-Polizei-Panzergrenadier-Division. Pour sa bravoure au combat, en tant que SS-Brigadeführer et Generalmajor der Polizei, Wünnenberg reçoit la croix de chevalier de la croix de fer avec feuilles de chêne, le 23 avril 1942. Le 10 juin 1943, en tant que "Kommandierender General", Wünnenberg prend le commandement du IV. SS-Panzerkorps (en). Le 31 août 1943, il succède à Kurt Daluege à la tête des services de l'Ordnungspolizei. Il reste à ce poste jusqu'à la fin de la guerre.
Alfred Wünnenberg décédera le 30 décembre 1963 à Krefeld en Rhénanie-du-Nord-Westphalie.

## Décorations
- Eisernes Kreuz (1914) IIe et Ire classes.
- Insigne des blessés (Allemagne) (1918) en or.
- Spange zum Eisernen Kreuz IIe et Ier classes.
- Médaille du Front de l'Est
- Ritterkreuz des Eisernen Kreuzes mit Eichenlaub[1]
  - Croix de chevalier de la croix de fer le 15 novembre 1941
  - Croix de chevalier de la croix de fer avec feuilles de chêne le 23 avril 1942 (no 91)
- SS-Ehrendegen (en)
- SS-Ehrenring